# 弗朗索瓦·佩龙
弗朗索瓦·奥古斯特·佩龙（1775年塞里伊 - 1810年塞里伊），法国博物学家、探险家。